# Когонада
Когонада (англ. Kogonada, часто используется гетероним ::kogonada) — американский кинорежиссёр и сценарист, родившийся в Сеуле, Республика Корея. Когонада — псевдоним, настоящее имя и дата рождения в открытых источниках не публикуются. Колумнист британского журнала Sight & Sound. Эксперт и редактор компании The Criterion Collection. Автор сценария, режиссёр и монтажер фильмов «Колумбус» (2017) и «После Янга» (2021).

## Биография и карьера
В детстве Когонада эмигрировал с семьёй из Южной Кореи и вырос в Индиане и Чикаго. О настоящем имени и дате рождения официально не сообщает. Его псевдоним взят у Кого Ноды, японского киносценариста, работавшего с Ясудзиро Одзу. В интервью Financial Times в 2018 году он заявил: «Если честно, этот псевдоним подразумевал, что я американец азиатского происхождения. Есть нечто в том, чтобы быть иммигрантом в Америке и самому выбрать себе имя».
Первую известность приобрел как автор видео эссе. Премьерная работа «Во все тяжкие» создана в 2011 году, в которой он использует отрывки из американского криминального телесериала «Во все тяжкие» и подчеркивает привлекательную визуальную эстетику фильма, достигнутую выбором необычных ракурсов и точек съёмки.
Первая работа автора по коммерческому заказу была выполнена для британского журнала Sight & Sound в феврале 2013 года под названием «Мир согласно Хирокадзу Корээда», которая подчеркивает постоянное внимание этого японского режиссёра в его фильмах к повседневной жизни и бытовым мелочам. С этого времени большинство видеоэссе Когонады созданы по заказу таких компаний, как Британский институт кино The Criterion Collection, Samsung и Lincoln Motor Company.
В марте 2016 года Когонада уже как признанный мастер вошёл в состав официального жюри XVI кинофестиваля в Лас-Пальмас на Канарских островах, где провёл мастер-классы и показы 14 своих видеоэссе.
В 2017 году дебютировал в полнометражный кино с картиной «Колумбус», которая получила приз за лучший фильм на кинофестивале в Любляне и ещё более 10 номинаций на различных конкурсах и форумах. В 2021 году Когонада создаёт новую работу в жанре научной фантастики «После Янга» — «задумчивую научно-фантастическую мелодраму о прощании с домашним андроидом».
На 2024 год анонсирован выход новой работы Когонады с участием Фаррелла и Марго Робби — фантазийного романтического фильма «Большое, отважное, прекрасное путешествие» (A Big Bold Beautiful Journey).
По состоянию на 2022 год Когонада проживал в Лос-Анджелесе с женой и двумя сыновьями.

## Отзывы и признание
Работы Когонады являются частью растущего движения видео эссе как новой визуальной формы анализа, оценки и критики кинематографа в Интернете.
Высокие отзывы получают и его полнометражные работы в игровом кино. Так, обозреватель журнала «Сеанс» В. Степанов назвал фильм «Колумбус» минималистской, очень архитектурной, идеально скадрированной картиной. Автор издания «Искусство кино» Ю. Салихова хоть и допускает оговорку, что фильм «После Янга» является «фестивальным» и, для массового зрителя, слишком медленным, однако именно вдумчивый и медитативный подход к сюжету «делает это кино поистине цепляющим», «это красивое и трогательное кино действительно заслуживает внимания».
На сайте-агрегаторе обзоров Rotten Tomatoes 90 % из 235 рецензий критиков положительные со средней оценкой 7,9 из 10. Консенсус веб-сайта таков: «Фильм „После Янга“ щедро одаряет тех, кто готов принять его неспешную волну».
Сериал «Патинко», снятый в 2022 году для Apple TV+, получил Премию Пибоди.

## Избранная фильмография
- 2011 Во все тяжкие (видео эссе) / Breaking Bad
- 2011 Квентин Тарантино: Снизу (видео эссе) / Quentin Tarantino: From Below
- 2012 Кубрик: односторонняя перспектива (видео эссе) / Kubrick: One-Point Perspective
- 2013 Мир согласно Хирокадзу Корээда (видео эссе) / The World According to Koreeda Hirokazu
- 2014 Уэс Андерсон: Отцентрировано (видео эссе) / Wes Anderson: Centered
- 2014 Руки Брессона (видео эссе) / Hands of Bresson
- 2014 Глаза Хичкока (видео эссе) Eyes of Hitchcock
- 2015 Зеркала Бергмана (видео эссе) / Mirrors of Bergman
- 2016 Путь Одзу (видео эссе) / Way of Ozu
- 2017 Колумбус (полнометражный) / Columbus
- 2020 Ставок нет (видео эссе) / Nothing at Stake
- 2021 После Янга (полнометражный) / After Yang
- 2022 Патинко (телесериал) / Pachinko
- 2024 Аколит (сериал, анонсирован) / The Acolyte (TV series)
- 2024 Большое, отважное, прекрасное путешествие (полнометражный, анонсирован) / A Big Bold Beautiful Journey